# زلينكا (كيروفوهرادسكا)
زلينكا (Злинка) هي مدينة في مقاطعة كيروفوهرادسكا في أوكرانيا.
يبلغ عدد سكانها حوالي 4757   نسمة.